# Cavaillon
Cavaillon település Franciaországban,  Vaucluse-ben, a Provence-Alpes-Côte d'Azur régióban, a Durance völgyében, a Luberon Regional Parkban, az egykori püspökség területén. Cavaillont a dinnye fővárosának is nevezik. Lakosainak száma 25 890 fő (2022. január 1.). Cavaillon Cabannes, Orgon, Plan-d'Orgon, Caumont-sur-Durance, Cheval-Blanc, L’Isle-sur-la-Sorgue, Robion, Taillades és Le Thor községekkel határos.

## Fekvése
A város a Durance völgyében található, a Saint-Jacques domb lábánál, kilátással a környező síkságra, és délnyugaton az Alpilles hegységre.

## Éghajlata
A város a mediterrán éghajlati övezetben található. A nyár forró és száraz, a tél enyhe. A csapadék nem gyakori és ritka a hó.

## Története

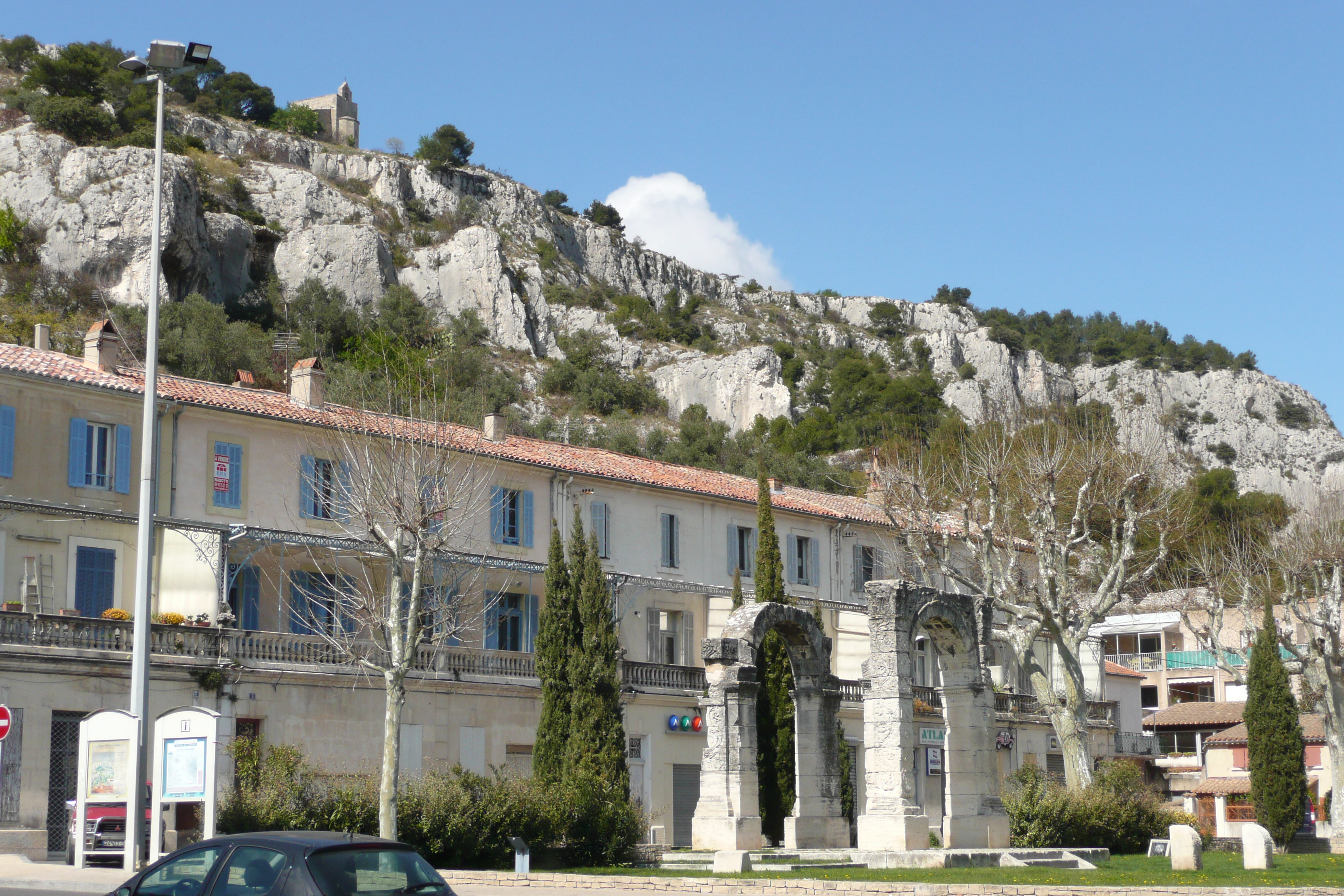
Cavaillon

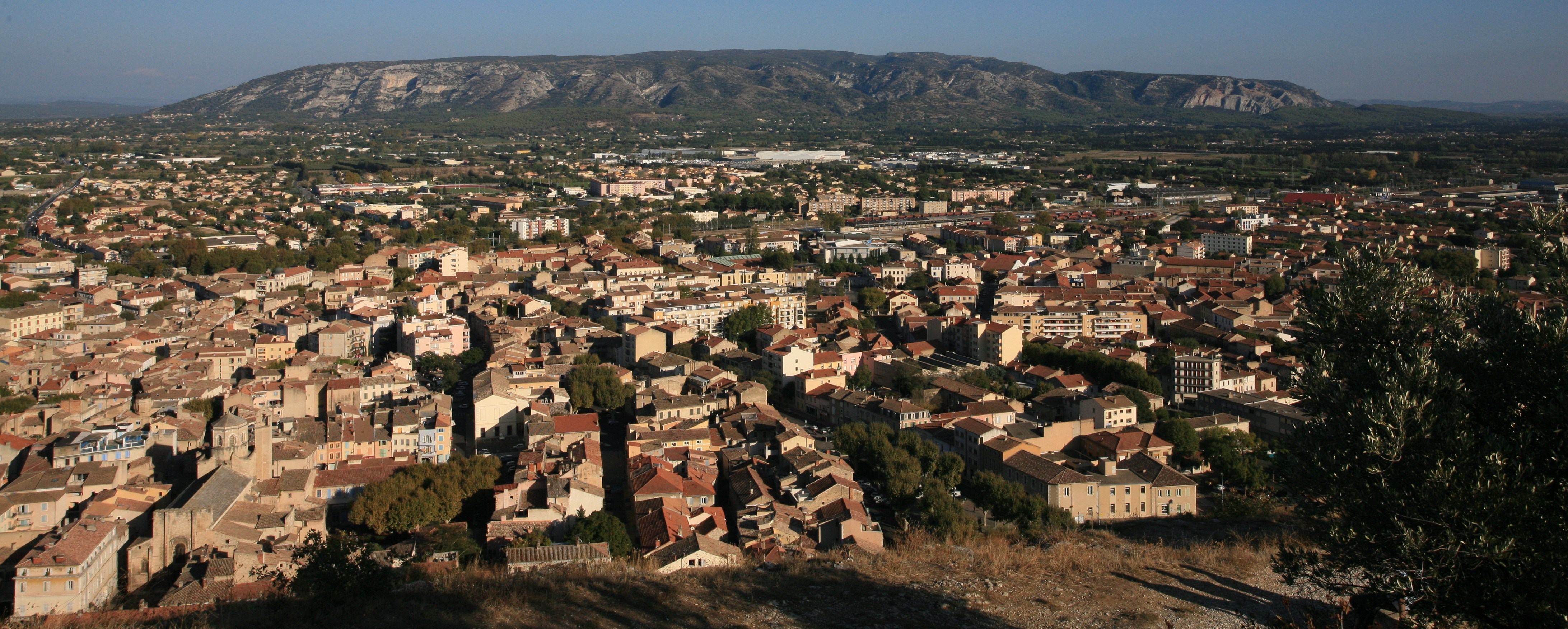
Cavaillon látképe

Cavaillon története az időszámítás előtti időkbe nyúlik vissza. Cavaillon, Cavares nevét az ókorban a Saint-Jacques dombon élő gall törzseknek köszönheti az itt végzett régészeti feltárások alapján.
Az 1. század második feléből pedig már a borkészítés nyomai is előkerültek. A római korban, a város az úgynevezett Cabellio vagy Pagus Cavellicus volt. A 4. században a Cavaillon püspökségé, később az Arles királyság és Provence márkié.
Saint-Jacques dombról csodálatos kilátás nyílik a városra. A csúcsról pedig a Monts de Vaucluse, a Luberon, az Alpilles hegység láncai, a völgyben a Durance, a Mont Ventoux és a Montmirail.
Cavaillon gazdag kulturális örökséggel rendelkezik, itt található Európa egyik legszebb zsinagógája, egy 12. századi katedrális és kolostor, az első századból való római boltív, és sok szép régi ház is.
Cavaillon központjában épült fel a Hagar, kiemelkedő jellemzői: gótikus nyolcszögletű torony, a csigalépcső és vízköpő, tizenhatodik és tizenhetedik századi szobák, díszített festett mennyezet. Ezen kívül  egy gyönyörű kert, melynek legrégebbi nyomai a fennmaradt jegyzetek alapján legalább két évezredre tehetők. Különösen híres még az úgynevezett " Cavaillon kincs" is, amely több mint 300 darab tökéletes állapotban fennmaradt ezüstből áll. Ez a kincs Vaucluse legnagyobb felfedezése 2010-ből. itt látható a Saint-Veran székesegyház, a Saint Jacques domb alján láthatók az egykori római város romjai.

## Népesség
| Lakosok száma | 24 951 | 25 486 | 26 707 | 26 985 | 26 641 | 26 198 | 26 236 | 25 832 | 25 923 | 25 890 |
|               | 2010   | 2011   | 2015   | 2016   | 2017   | 2018   | 2019   | 2020   | 2021   | 2022   |

## Itt születtek, itt éltek
- Philippe de Cabassoles (1305 - 1372) - lelkész, Petrarca védelmezője
- Cesar de Bus (1544 - 1.607) - alapítója a keresztény  Fathers Tan Kongregáció alapítója
- Paul Anthony Agar Cavaillon (1576 - 1631) - költő
- Gróf Jean-Charles Monnier (1758 Cavaillon - 1816)
- Joseph Chabran (1763 Cavaillon - 1843)
- Castil-Blaze - zenekritikus és zeneszerző, 1784-ben Cavaillonban született
- Ortigue Joseph (1802-1866) - zenekritikus és zenetörténész, 1802-ben született Cavaillonban
- Elzéar Blaze (1786-1848) - a Grand Army egykori tisztje
- Alexandre Dumas - író 1864-ben a városi könyvtárnak adományozta valamennyi közzétett munkáját, cserébe évente tizenkét dinnye járadékért. A tanács egy ezzel kapcsolatban  kiadott rendelete értelmében a bérleti díjat az író haláláig kézbesítették
- Romain Rocchi ( 1981 ) labdarúgó
- Pierre Salinger - amerikai újságíró Cavaillon-ban halt meg 2004-ben

## További információk

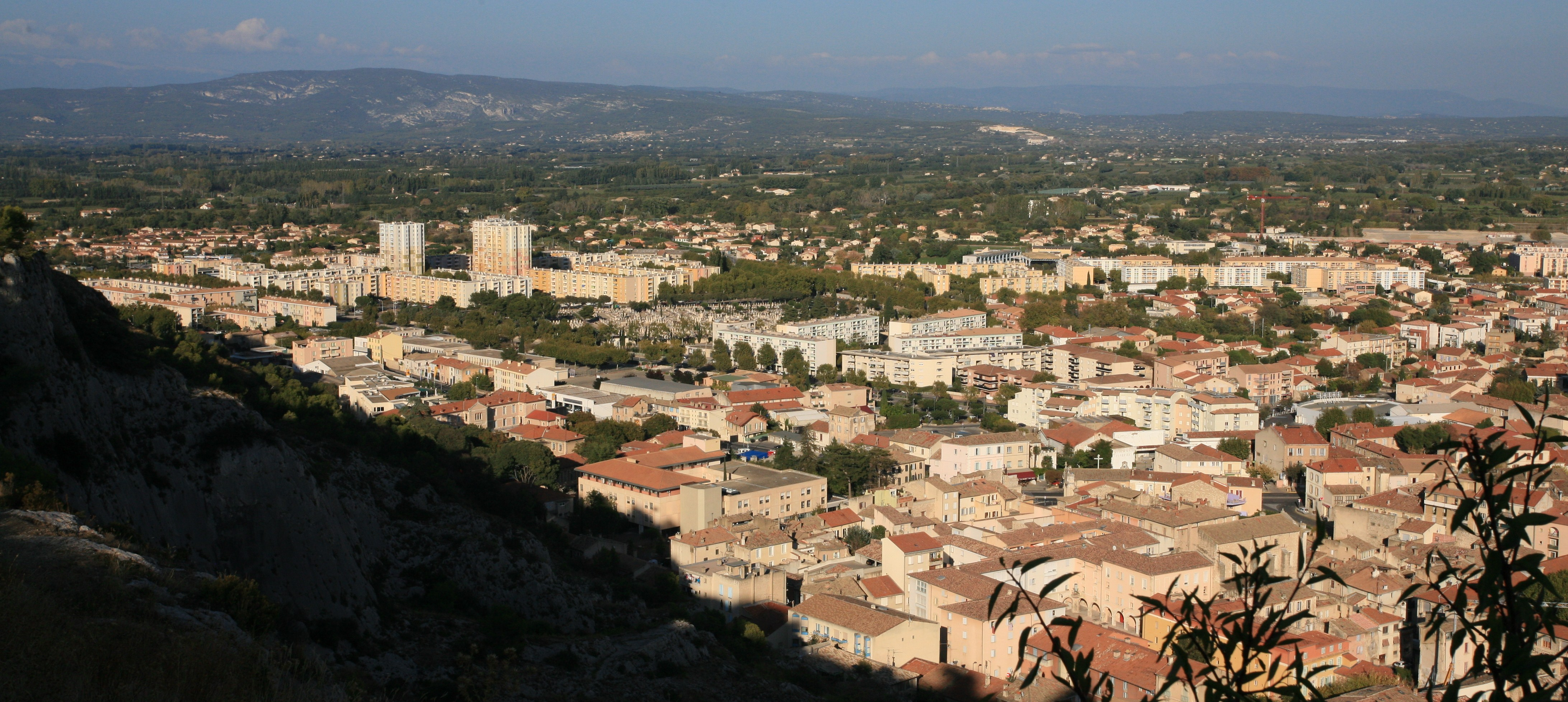
Cavaillon látképe a Saint Jacques dombról